# Tilda Swinton
Katherine Mathilda "Tilda" Swinton (født 5. november 1960) er en britisk skuespiller. Hun har bl.a. vundet en Oscar for bedste kvindelige birolle for rollen som Karen Crowder i Michael Clayton.

## Udvalgt filmografi
| År   | Titel                                    | Rolle                 | Note(r)                             |
| ---- | ---------------------------------------- | --------------------- | ----------------------------------- |
| 1986 | Caravaggio                               | Lena                  |                                     |
| 1992 | Orlando                                  | Orlando               | efter en roman af Virginia Woolf    |
| 1993 | Wittgenstein                             | Ottoline Morrell      |                                     |
| 2000 | The Beach                                | Sal                   |                                     |
| 2002 | Orkidé-tyven                             | Valerie Thomas        |                                     |
| 2005 | Constantine                              | Gabriel               |                                     |
| 2005 | Narnia: Løven, heksen og garderobeskabet | Jadis, den Hvide heks |                                     |
| 2007 | Michael Clayton                          | Karen Crowder         | Oscar for bedste kvindelige birolle |
| 2008 | Narnia: Prins Caspian                    | Jadis, den Hvide heks | cameo                               |
| 2008 | Burn After Reading                       | Katie Cox             |                                     |
| 2013 | Only Lovers Left Alive                   |                       |                                     |
| 2014 | The Grand Budapest Hotel                 | "Madame D."           |                                     |
| 2016 | Doctor Strange                           | Ancient One           |                                     |
| 2019 | Avengers: Endgame                        | Ancient One           |                                     |